# Matilda Ziegler
Matilda Ziegler (Ashford, 23 juli 1964) is een Engelse actrice die vooral bekend is van haar rollen op televisie, hoewel ze ook in het theater heeft gespeeld.
Haar eerste optreden op televisie was in de soapserie EastEnders, waarin ze van 1987 tot 1989 Donna Ludlow speelde. Haar personage kreeg te maken met prostitutie, verkrachting en een verslaving aan heroïne en overleed uiteindelijk aan een overdosis. Haar optreden werd gezien als een van de beste anti-drugs-campagnes in de soap.
Nadat ze gestopt was met EastEnders, speelde ze verschillende rollen in de ITV-sitcom Mr. Bean, waaronder die als Irma Gobb, Beans vriendin. Ze was hier in vier afleveringen te zien.
Andere televisieoptredens waren onder meer in Harbour Lights (1999), waarin ze optrad naast Nick Berry die ook haar geliefde Simon Wicks speelde in EastEnders. Verder was ze te zien in Where the Heart Is (2000), Holby City (2003), Casualty en het ITV-politiedrama The Bill (2003).
Ziegler was van 2008 tot en met 2011 te zien als Pearl Pratt in de televisieserie Lark Rise to Candleford.

## Filmografie
- EastEnders Televisieserie - Donna (1987-1989)
- The Exciting Escapades of Mr. Bean (Video, 1990) - Irma Gobb
- The Merry Mishaps of Mr. Bean (Video, 1992) - Irma Gobb
- Mr. Bean Televisieserie - Serveerster/assistente (Afl., The Return of Mr. Bean, 1990)
- Mr. Bean Televisieserie - Vriendin/moeder (Afl., The Curse of Mr. Bean, 1990)
- Mr. Bean Televisieserie - Politieagente (Afl., Mr. Bean's Red Nose Day, 1991)
- Mr. Bean Televisieserie - Vriendin/politieagente (Afl., Mr. Bean Goes to Town, 1991)
- Mr. Bean Televisieserie - Vriendin (Afl., Merry Christmas Mr. Bean, 1992)
- Decadence (1994) - The Entourage #12
- My Good Friend Televisieserie - Betty (Serie 1, 1995)
- Jilting Joe (1997) - Rona
- Mr. White Goes to Westminster (Televisiefilm, 1997) - Labour fixer
- An Unsuitable Job for a Woman Televisieserie - Hilary Hampson (Afl., A Last Embrace, 1998)
- Harbour Lights Televisieserie - Jane Ford (Afl. onbekend, 1999-2000)
- Where the Heart Is Televisieserie - Sally (Afl., No Regrets, 2000)
- Too Much Sun Televisieserie - Sandi (Afl. onbekend, 2000)
- Mr. Bean: The Animated Series Televisieserie - Irma Gobb (5 afl., 2002-2003, stem)
- Holby City Televisieserie - Andrea Rowlands (Afl., A Kind of Loving, 2003)
- Killing Hitler (Televisiefilm, 2003) - Mrs. Holmes
- The Bill Televisieserie - Monica Skinner (Afl., 132, 2003|133, 2003)
- Home (Televisiefilm, 2003) - Paula
- Family Business Televisieserie - Carol Sullivan (Episode 1.3, 2004)
- Swiss Toni Televisieserie - Ruth (7 afl., 2003-2004)
- The Audition (2004) - Pompeuze vrouw
- Sex Traffic (Televisiefilm, 2004) - Lou
- The Inspector Lynley Mysteries Televisieserie - Christine Miller (Afl., The Seed of Cunning, 2005|Word of God, 2005)
- Doctors Televisieserie - Jess Butler (Afl., Aftermath, 2007|Force of Habit, 2007|Stand by Me, 2007)
- Lark Rise to Candleford Televisieserie - Pearl Pratt (2008-2011)

- International Standard Name Identifier: 0000 0001 3336 0078
- Library of Congress Control Number: no2017149808
- Nationale Bibliotheek van Tsjechië: pna2005261818
- Virtual International Authority File: 85080661
- WorldCat: E39PBJx4pbRbqQCB9M7kyBkCcP